# Джемайма Рупер
Джемайма Рупер (англ. Jemima Rooper, нар. 24 жовтня 1981) — англійська акторка.

## Життєпис
Народилася в західній частині лондонського округу Гаммерсміт і Фулем — Гаммерсміті 24 жовтня 1981 року, в родині тележурналістки Елісон Рупер. Рупер навчалася в Редкліфській початковій школі в Челсі та у школі Годольфін і Латімер. Під час зйомок у телесеріалі «Неперевершена п'ятірка» вона отримала загальне свідоцтво про середню освіту зі ступенями A* і A. Рупер придбала свій перший будинок у віці 19 років.

### Кар'єра
Рупер висловила бажання стати актрисою у віці дев'яти років і зв'язалася з агентом. Її перші професійні ролі були у фільмах «Вищі смертні» (1993) та «Війна Віллі» (1994). У 1996 році вона з'явилася у всіх епізодах, як Джордж в серіалі Енід Блайтон «Неперевершена п'ятірка».
Після декількох невеликих ролей у британських телесеріалах Джемайма взяла на себе роль Нікі в популярному підлітковому телесеріалі «Та невже» на телеканалі Channel 4, який успішно транслювався протягом трьох років. Її наступна поява сталася в надприродній драмі «Гекс», де вона зіграла привабливого привида-лесбійку на ім'я Тельма.
Рупер дебютувала в Голлівуді у фільмі «Чорна орхідея». У 2008 році вона зіграла головну роль у серіалі «Загублена у світі Джейн Остін» та як запрошена зірка в «Пуаро Агати Крісті». Зіграла провідну роль у п'єсі «Її оголена шкіра», новому спектаклі в Національному театрі. У грудні 2010 року Рупер обрана для музичної п'єси «Я і моя дівчина» в театрі Крусібл в Шеффілді, нарівні з Міріам Марголіс.

## Особисте життя
Нині вона мешкає в північному Лондоні. Її зріст — 1,6 м. 

## Фільмографія
| Рік       | Назва                       | Роль             | Примітки       |
| --------- | --------------------------- | ---------------- | -------------- |
| 1993      | Вищі смертні                | Вікі             |                |
| 1994      | Війна Віллі                 | Аннабель         |                |
| 1996–1997 | Неперевершена п'ятірка      | Джордж           | Регулярна роль |
| 1998      | Старий Боб                  | Меггі Мур        |                |
| 1998      | Тваринний ковчег            | Рейчел Фармер    | 1 епізод       |
| 1999      | Брухт                       | Джемма Броган    | Телефільм      |
| 1999      | Пристрасть                  | Аліса            | Телесеріал     |
| 1999      | Шокери: Танець              | Енн              | Телефільм      |
| 1999      | Дружини і доньки            | Ліззі Гуденнаух  | Міні-серіал    |
| 2000      | Літо в передмісті           | Джуді Лайл       | Телефільм      |
| 2000      | Залізничні діти             | Боббі            | Телефільм      |
| 2000      | Міська готика               | Нік              | 1 епізод       |
| 2001      | Кохання у холодному кліматі | Джессі           | Міні-серіал    |
| 2001–2004 | Що якщо                     | Ніккі Саттон     | Регулярна роль |
| 2002      | Знімки                      | Нарма (20 років) |                |
| 2004      | Чисто англійські вбивства   | Джо Кліффорд     | 1 епізод       |
| 2005      | І грянув грім               | Дженні Крейс     |                |
| 2005      | Чумові боти                 | Нікола           |                |
| 2004–2005 | Гекс                        | Тельма Бейтс     | Регулярна роль |
| 2006      | Цукеровий Раш               | Монтана          | Епізоди 2.5    |
| 2006      | Чорна орхідея               | Лорна Мерц       |                |
| 2006      | Мовчазний свідок            | Клер Ашен        | 2 епізоди      |
| 2006      | Синхронність                | Фі               | Регулярна роль |
| 2006      | Ідеальний день: Мілленіум   | Амбер            | Телефільм      |
| 2006      | Випадковий квест            | Джеррі           | Телефільм      |
| 2007      | Лінія життя                 | Кетт             | Телефільм      |
| 2007      | Час вашого життя            | Емма             | Регулярна роль |
| 2008      | Пуаро Агати Крісті          | Норма Рестарік   | 1 епізод       |
| 2008      | Загублені в Остіні          | Аманда Прайс     | Міні-серіал    |
| 2010      | Возз'єднання                | Софі             | Пілотна серія  |
| 2010      | Букет з колючого дроту      | Сара Френсіс     | Міні-серіал    |
| 2011      | Весілля Франкенштейна       | Жюстін Мортіз    | Музчина драма  |
| 2011      | Готель «Каледонія»          | Кейсі Райт       |                |
| 2013      | Атлантида                   | Медуза           | Телесеріал     |
| 2013      | Один шанс                   |                  |                |
| 2013      | Слово F                     | Еллі             |                |
| 2014      | Блендінгс                   | Леслі            |                |